# Castilleja cerroana
Castilleja cerroana är en snyltrotsväxtart som beskrevs av Edwin. Castilleja cerroana ingår i släktet målarborstar, och familjen snyltrotsväxter. Inga underarter finns listade i Catalogue of Life.